# Индри језик
Индри језик је језик из породице нигер-конгоанских језика, грана убангијских језика. Њиме се служи око 700 становника Јужног Судана у вилајету Западни Бахр ел Газал око града Раге.